# Санторсо
Санто̀рсо (на италиански и на венециански: Santorso) е градче и община в Северна Италия, провинция Виченца, регион Венето. Разположено е на 240 m надморска височина. Населението на общината е 5769 души (към 2015 г.).